# 2025年台灣職業籃球大聯盟總冠軍賽
2025年台灣職業籃球大聯盟總冠軍賽是台灣職業籃球大聯盟（TPBL）2024-25賽季總冠軍系列賽以及2025年季後賽最後一輪系列賽，比賽採用七戰四勝制。總冠軍賽由新北國王對戰高雄全家海神，系列賽於2025年6月16日至6月29日舉行。6月29日，新北國王以4比3擊敗高雄全家海神，奪得2024-25賽季年度總冠軍，總冠軍賽MVP則由新北國王林書豪獲得。

## 對陣圖
|  | 季後挑戰賽 | 季後挑戰賽       | 季後挑戰賽 |  |  | 四強賽 | 四強賽         | 四強賽 |              |   | 總冠軍賽 | 總冠軍賽 | 總冠軍賽 |  |
|  |            |                  |            |  |  |        |                |        |              |   |          |          |          |  |
|  |            |                  |            |  |  | 1      | 新北國王       | 4      |              |   |          |          |          |  |
|  | 4          | 臺北台新戰神     | 2          |  |  | 4      | 臺北台新戰神   | 0      |              |   |          |          |          |  |
|  | 5          | 桃園台啤永豐雲豹 | 1          |  |  |        |                |        |              |   | 1        | 新北國王 | 4        |  |
|  |            |                  |            |  |  |        |                | 3      | 高雄全家海神 | 3 |          |          |          |  |
|  |            |                  |            |  |  | 2      | 福爾摩沙夢想家 | 1      |              |   |          |          |          |  |
|  |            |                  |            |  |  | 3      | 高雄全家海神   | 4      |              |   |          |          |          |  |

粗體表示系列賽贏家

## 例行賽對戰紀錄
| 2024年10月19日 |

| 詳細數據 |

| 新北國王 88–78 高雄全家海神 |

| 2024年12月15日 |

| 詳細數據 |

| 新北國王 107–78 高雄全家海神 |

| 2024年12月28日 |

| 詳細數據 |

| 高雄全家海神 108–111 新北國王 |

| 2025年4月2日 |

| 詳細數據 |

| 高雄全家海神 91–111 新北國王 |

| 2025年4月5日 |

| 詳細數據 |

| 高雄全家海神 92–106 新北國王 |

| 2025年4月26日 |

| 詳細數據 |

| 新北國王 83–97 高雄全家海神 |

## 賽事過程

### 第一場
| 2025年6月16日 19:00 |

| 詳細數據 |

| 高雄全家海神 89–100 新北國王                           |  |                                                                     |
| 每節分數： 19–21、18–29、29–24、23–26                  |  |                                                                     |
| 得分： 克雷格（23） 篮板： 威勝（12） 助攻： 威勝（7） |  | 得分： 曼尼高 / 沃許本（22） 篮板： 曼尼高（21） 助攻： 曼尼高（6） |
| 新北國王以1比0領先                                     |  |                                                                     |

### 第二場
| 2025年6月18日 19:00 |

| 詳細數據 |

| 高雄全家海神 99–91 新北國王                                   |  |                                                           |
| 每節分數： 12–31、29–21、31–19、27–20                         |  |                                                           |
| 得分： 克雷格 / 艾德（17） 篮板： 威勝（16） 助攻： 威勝（5） |  | 得分： 林書豪（21） 篮板： 曼尼高（9） 助攻： 曼尼高（8） |
| 高雄全家海神扳成1比1平手                                      |  |                                                           |

### 第三場
| 2025年6月21日 17:00 |

| 詳細數據 |

| 新北國王 104–99 高雄全家海神                            |  |                                                        |
| 每節分數： 26–26、25–24、16–22、37–27                   |  |                                                        |
| 得分： 林書豪（26） 篮板： 桑尼（9） 助攻： 林書豪（9） |  | 得分： 克雷格（26） 篮板： 艾德（12） 助攻： 煥亞（7） |
| 新北國王以2比1領先                                      |  |                                                        |

### 第四場
| 2025年6月23日 19:00 |

| 詳細數據 |

| 新北國王 99–117 高雄全家海神                              |  |                                                     |
| 每節分數： 27–30、24–33、26–28、22–26                     |  |                                                     |
| 得分： 沃許本（20） 篮板： 桑尼（10） 助攻： 林書豪（10） |  | 得分： 艾德（25） 篮板： 艾德（8） 助攻： 煥亞（8） |
| 高雄全家海神扳成2比2平手                                  |  |                                                     |

### 第五場
| 2025年6月25日 19:00 |

| 詳細數據 |

| 高雄全家海神 83–93 新北國王                                     |  |                                                          |
| 每節分數： 23–17、13–27、16–22、31–27                           |  |                                                          |
| 得分： 艾德 / 克雷格（17） 篮板： 艾德（14） 助攻： 克雷格（4） |  | 得分： 林書豪（29） 篮板： 奧帝（11） 助攻： 李愷諺（6） |
| 新北國王以3比2聽牌                                              |  |                                                          |

### 第六場
| 2025年6月27日 19:00 |

| 詳細數據 |

| 新北國王 109–112 高雄全家海神（OT）                       |  |                                                         |
| 每節分數： 30–26、18–24、31–31、20–18、： 10–13           |  |                                                         |
| 得分： 林書豪（26） 篮板： 曼尼高（9） 助攻： 林書豪（8） |  | 得分： 克雷格（26） 篮板： 威勝（9） 助攻： 克雷格（9） |
| 高雄全家海神扳成3比3平手                                  |  |                                                         |

### 第七場
| 2025年6月29日 17:00 |

| 詳細數據 |

| 高雄全家海神 89–108 新北國王                           |  |                                                                                     |
| 每節分數： 18–35、20–26、30–21、21–26                  |  |                                                                                     |
| 得分： 威勝（25） 篮板： 威勝（12） 助攻： 陳懷安（8） |  | 得分： 林書豪（27） 篮板： 奧帝 / 沃許本（14） 助攻： 林書緯 / 林書豪 / 洪志善（4） |
| 新北國王以4比3奪得2024-25賽季年度總冠軍                |  |                                                                                     |

## 球員名單
新北國王
高雄全家海神

## 外部連結
- 官方网站